# Râul Ștefanca
Râul Ștefanca este un afluent al râului Arieș. 